# بنك تنمية الصادرات الإيراني
بنك تنمية الصادرات الإيراني (بالفارسية: بانک توسعه صادرات ايران) هو بنك التصدير والاستيراد الإيراني. تم تأسيس البنك كبنك مملوك للحكومة الإيرانية لهدف الاقتصادي و هو يقدم الخدمات المالية وغيرها من الخدمات المصرفية التقليدية للمصدرين والمستوردين الإيرانيين.

## روابط خارجية
- الموقع الرسمي